# الولاس
الولاس (به پرتغالی: Alvelos) یک سکونتگاه مسکونی در پرتغال است که در بارسلوس واقع شده‌است.

## خصوصیات
الولاس ۲٬۱۶۸ نفر جمعیت دارد.